# سادا تومسون
سادا تومسون (بالإنجليزية: Sada Thompson)‏ هي ممثلة أمريكية، ولدت في 27 سبتمبر 1927 بدي موين في الولايات المتحدة، وتوفيت في 4 مايو 2011 بدانبري في الولايات المتحدة بسبب سرطان الرئة. بدأت مشوارها المهني سنة 1955، ومن الجوائز التي نالتها جائزة توني لأفضل ممثلة مسرحية ‏ سنة 1972.

## جوائز
- جائزة توني لأفضل ممثلة مسرحية [الإنجليزية]‏ (1972)

## وصلات خارجية
- سادا تومسون على موقع IMDb (الإنجليزية)
- سادا تومسون على موقع أول موفي (الإنجليزية)
- سادا تومسون على موقع قاعدة بيانات برودواي على الإنترنت (الإنجليزية)
- سادا تومسون على موقع قاعدة بيانات الأفلام السويدية (السويدية)
- سادا تومسون على موقع إن إن دي بي (الإنجليزية)
- سادا تومسون على موقع قاعدة بيانات الفيلم (الإنجليزية)